# 2021年—2022年美国科罗拉多州博尔德县火灾
北美山区时区2021年12月30日上午10:30，美国科罗拉多州圓石縣发生兩起山火。两场火灾分別被当地消防部门命名为马歇尔大火（Marshall Fire）和中叉大火（Middle Fork Fire）。

## 时间线
其中一场大火在影響下很快朝东蔓延，并促使苏必利尔以及路易斯维尔和布隆菲的数万人撤离。风速一度达到每小时115英里（185公里/小时），到下午5点，受火灾波及的范围估计为1,600英亩（650公顷），到12月31日上午10点增加到6,200英亩（2,500公顷）。 

## 影响
截至2022年1月1日晚，估计有包括房屋、一家酒店和至少一个购物中心在內的991座建筑因马歇尔大火而被烧毁，另有127座建筑受损。为了应对大火，州长賈雷德·波利斯在大火發生後的当天下午3点15分左右宣布进入紧急状态。不久中叉大火得到控制。
此外杰斐逊县也受到火災波及。在阿瓦達，由于大风吹塌了一家折扣轮胎店，導致有6人受伤，在圓石縣，至少有6人被烧伤，有3人失踪，并被推定死亡。科罗拉多州交通局关闭了多条车道和道路；戈尔登至乔治敦路段的36号美国国道双向关闭，莫里森附近的科罗拉多州470号公路完全关闭。科罗拉多州93号公路在上午晚些时候临时关闭了40分钟。